# Schifflache
Die Schifflache ist ein rechter Zufluss des Mains bei Hanau-Großauheim im Main-Kinzig-Kreis in Hessen. Der größte Teil des Gewässers verläuft durch einen unter Naturschutz stehenden Bruchwald bei Großkrotzenburg. Früher floss in diesem versumpften Auwald der Main.

## Geographie

### Verlauf
Die Schifflache entsteht im gleichnamigen Naturschutzgebiet, nördlich des Sees Freigericht-West zwischen der Staatsstraße 3308 (früher Bundesstraße 8) und Großkrotzenburg, etwa 160 m vor der Landesgrenze zu Bayern. Sie zieht einen Bogen um Großkrotzenburg und tritt dabei aus dem Wald aus. Danach unterquert sie die Main-Spessart-Bahn und fließt zwischen Kraftwerk Staudinger und L 3309 in nordwestlicher Richtung nach Großauheim. Die Schifflache quert die Straße zwischen Großkrotzenburg und Großauheim sowie die Auffahrt zur Limesbrücke (K 859). Noch oberirdisch durchfließt sie einige Gärten und mündet schließlich, inzwischen unterirdisch durch ein Rohr geleitet, in der Nähe des Vereinshauses des „Ruderclubs Möve 1919 e.V. Grossauheim“ in den Main.

## Natur und Umwelt

### Naturschutzgebiet Schifflache

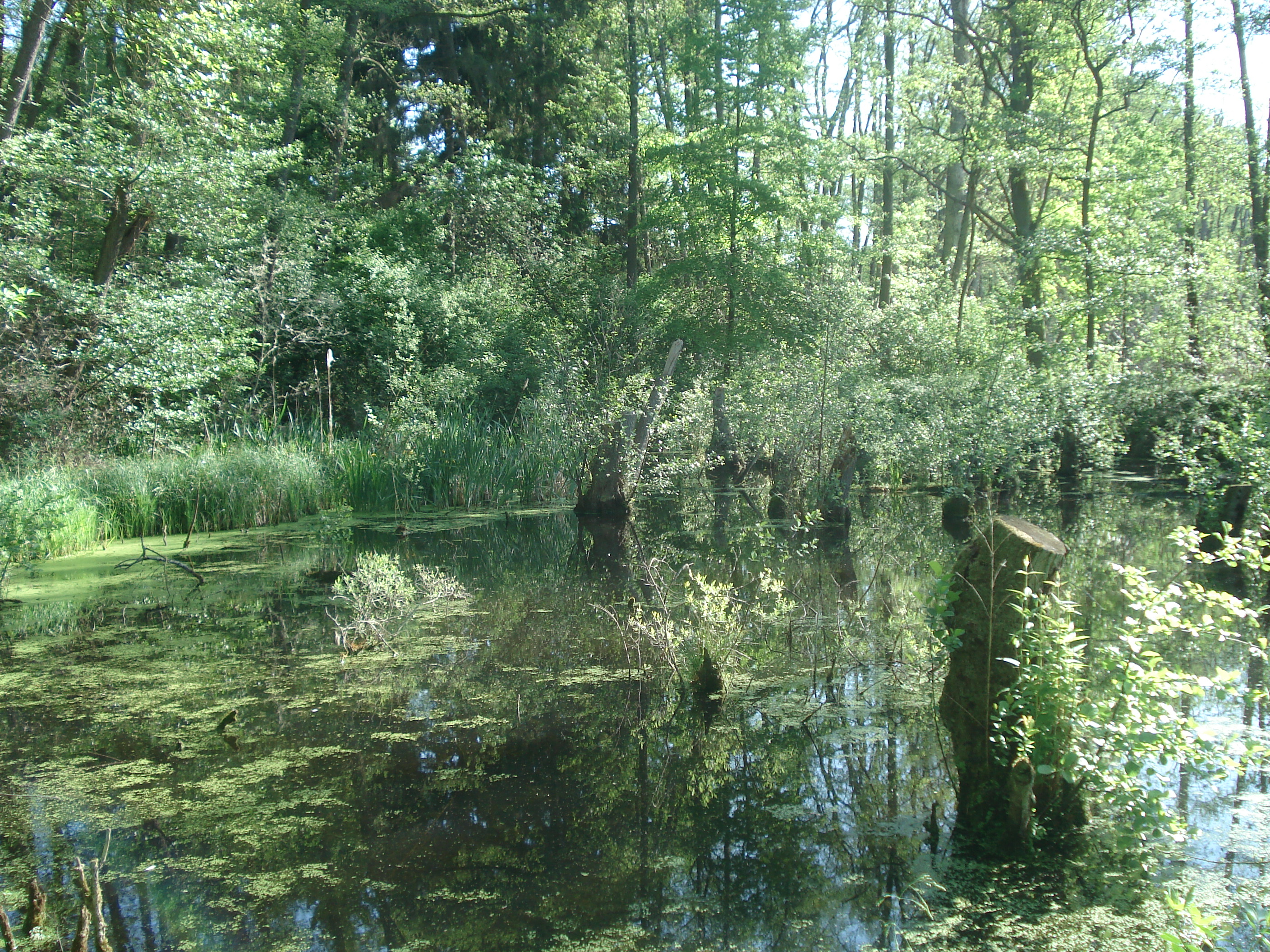
Der Auwald im Naturschutzgebiet

Das Naturschutzgebiet Großauheimer Schifflache bei Großauheim wurde 1953 unter Naturschutz gestellt. Diese Verordnung wurde 1976 wieder aufgehoben und 1990 wurde der Naturschutz wieder eingerichtet.
Der Altmainbogen ist Teil eines ganzen Systems von Altarmen, die der Main nach Austritt aus der Mittelgebirgslandschaft durch starkes Mäandrieren und häufigen Laufwechsel in der Untermainebene geschaffen hat. Der heute verlandete und vermoorte Altlauf hat sich bis etwa 4,5 m Tiefe in die Sand- und Kiesablagerungen eingeschnitten. Die Schifflache ist in vergangener Zeit als „Großkrotzenburger Moor“ und als Torfbruch bezeichnet worden. 1865 endete der Torfabbau, der zu einem kleinen Wohlstand beitrug. Sie wurde bereits 1953 als Naturschutzgebiet mit einer Größe von gut 15 ha ausgewiesen. Die Fläche des heutigen Natura 2000-Schutzgebietes beträgt 61 ha.
Durch das Errichten von Trinkwasserbrunnen wurde der Grundwasserspiegel so stark gesenkt, dass es zum Sterben vieler seltenen Tier- und Pflanzenarten kam. Erst durch gezielte Wiedervernässungsmaßnahmen gelang es, den Grundwasserspiegel in der Schifflache wieder anzuheben und damit das Artensterben zu stoppen. Seit 2014 gibt es neue Tiefbohrungen.

### Flora & Fauna
Im Naturschutzgebiet mit seinen Erlenbruchwäldern, Seggenrieden sowie mit Röhricht bewachsene Feucht- und Nasswiesen kommen Kammmolche, Knoblauchkröten, Laub- und Springfrösche, Weißstörche, Breitblättrige Stendelwurze und Feuersalamander vor.

## Galerie

Die Schifflache
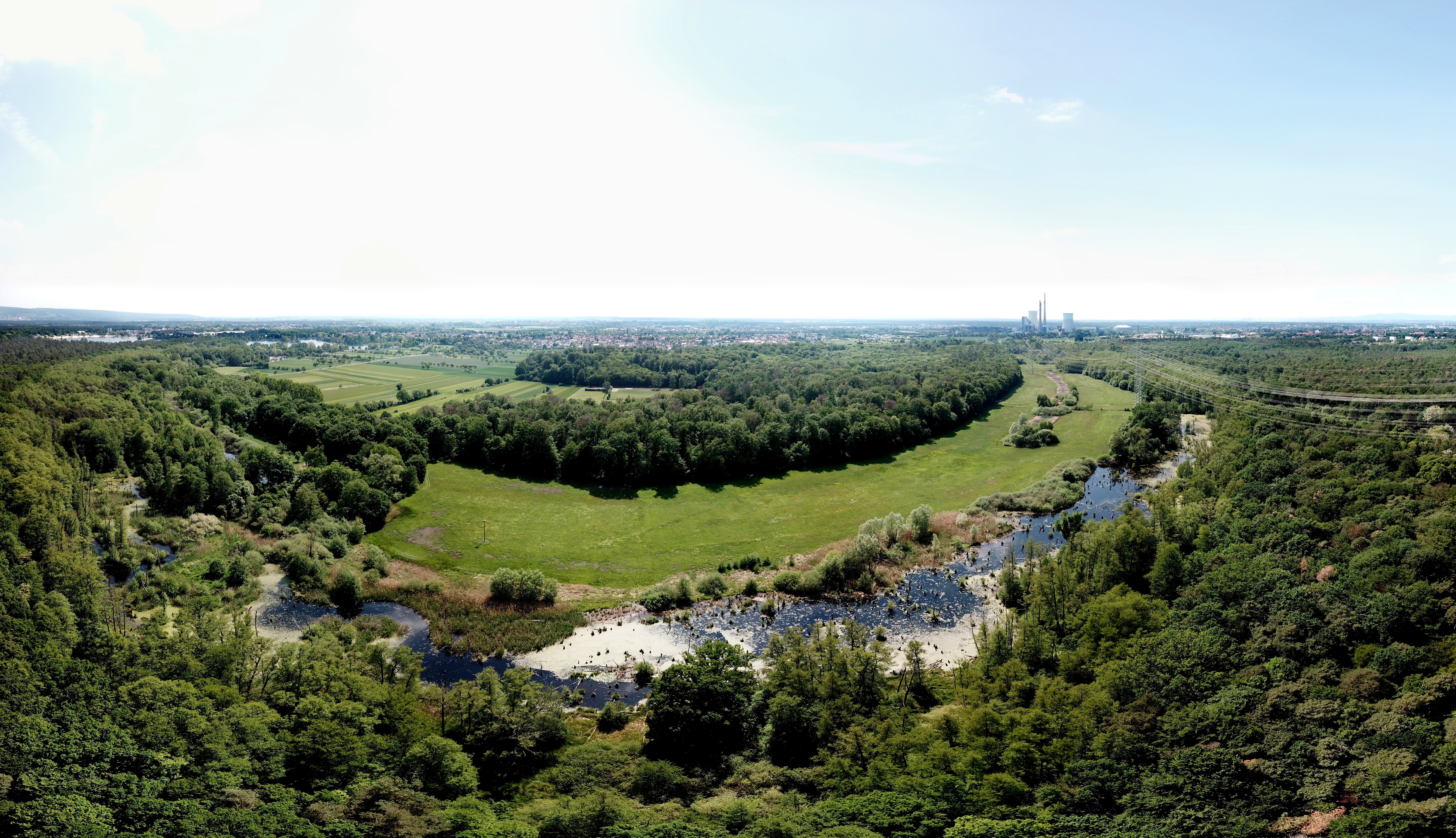
Luftaufnahme von der Schifflache
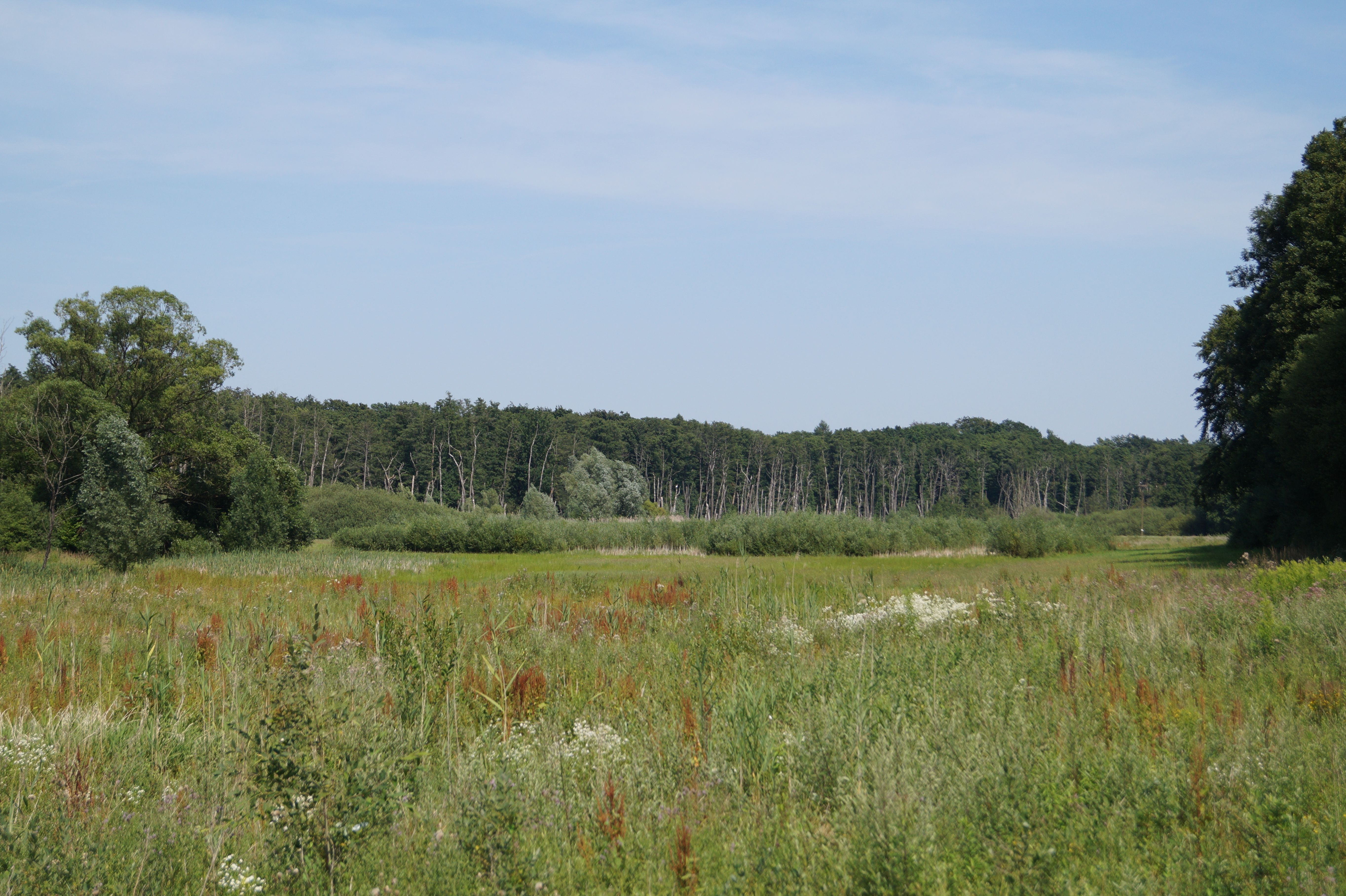
Blick vom Pfaffendamm nördlich von Großkrotzenburg in die Schifflache und den ehemaligen Torfbruch
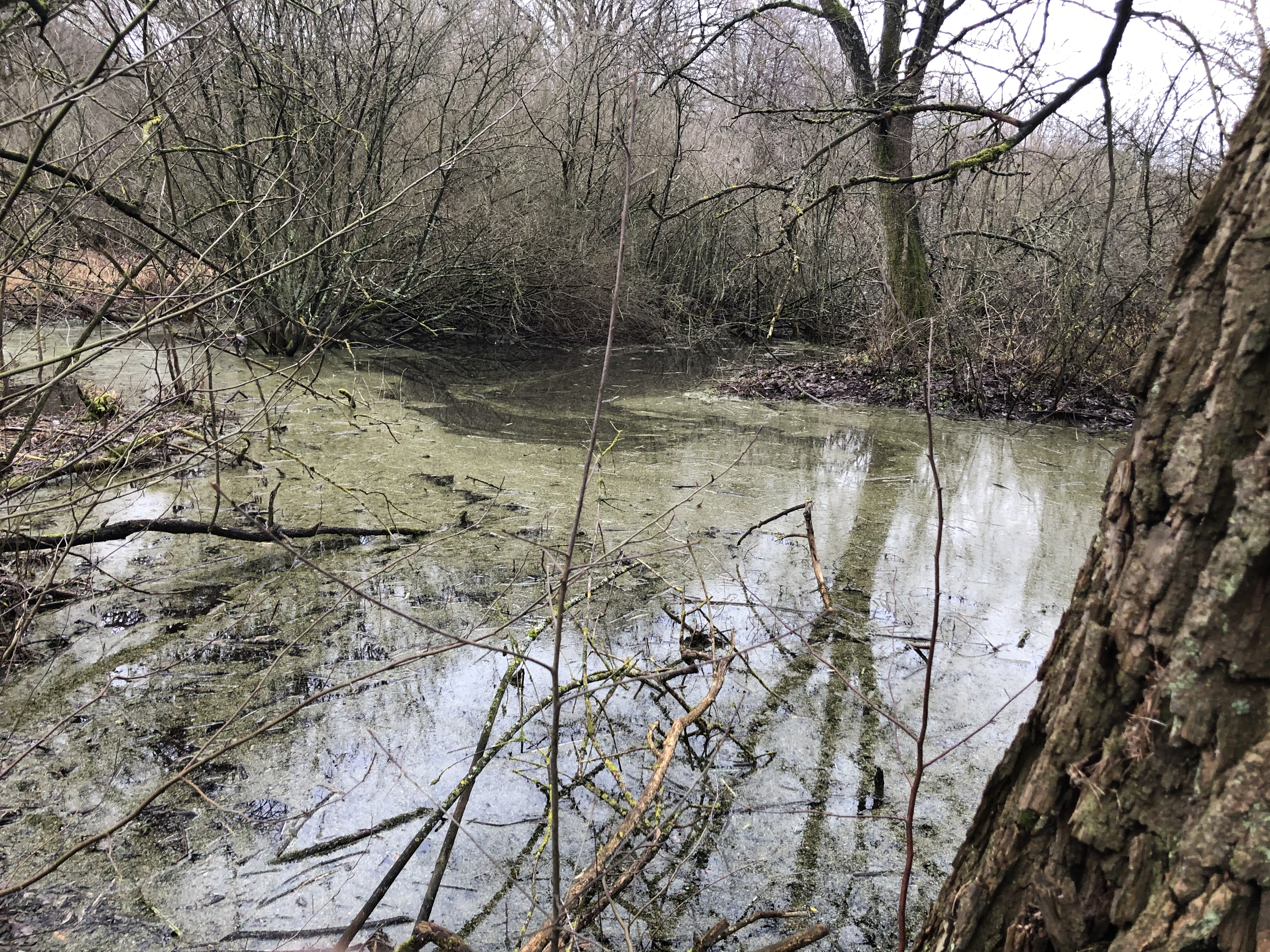
Bild der Schifflache im Winter